# Nico Mirallegro

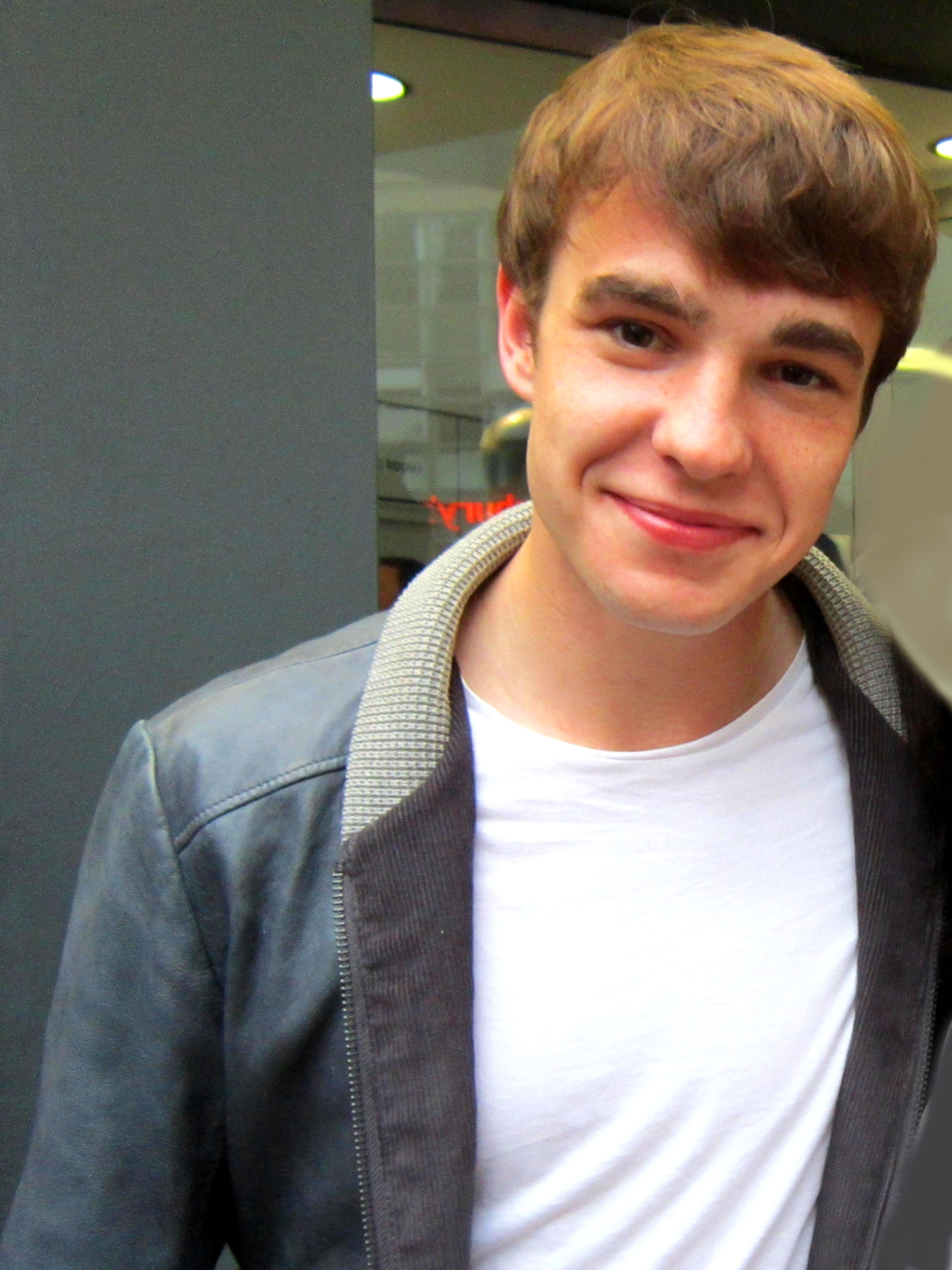
Nico Mirallegro 2013

Nico Cristian Mirallegro (Manchester, 26 januari 1991) is een Britse acteur die tussen 22 oktober 2007 en 25 juni 2010 de rol speelde van Barry "Newt" Newton in de Britse soapserie Hollyoaks. Ook speelt hij de rol van Finn Nelson in de jeugdserie My Mad Fat Diary.
Zijn vader is afkomstig uit Sicilië en zijn moeder is Iers. Zijn opleiding begon hij in februari 2007 aan de Manchester School of Acting. In dezelfde periode van zijn rol in Hollyoaks speelde hij Cam Spencer in de serie LOL. Mirallegro speelde in negen afleveringen van de BBC-serie Doctors.
Van 26 tot 28 december 2010 trad Mirallegro op in de remake van Upstairs, Downstairs. Hij speelt daarin de jonge lakei Johnny Proude.
In mei 2011 trad Mirallegro op in een driedelige thriller van de BBC.
- Gemeinsame Normdatei: 1280560290
- International Standard Name Identifier: 0000 0003 9956 8394
- Library of Congress Control Number: no2012159401
- Virtual International Authority File: 294134013
- WorldCat: E39PBJfrRK7T9F9fdJydjHYVmd